# Sin ruta
Sin ruta es un cortometraje guatemalteco de 2012, dirigido por Luis Fernando Midence. La película aborda temas como la homosexualidad, la migración y la homosociabilidad.

## Sinopsis
El cortometraje cuenta la historia de Teodoro Ramírez, un maestro de matemáticas e inglés de un pequeño pueblo guatemalteco cercano a la frontera con El Salvador. Tras abandonar su hogar al ser expulsado de su localidad por ser pública su orientación sexual, acaba en una plaza de una ciudad mayor donde toca la guitarra para ganar dinero. Una noche es brutalmente atacado por dos hombres que le roban y le propinan insultos homofóbicos. Cuando es trasladado al hospital, conoce al médico Ray Blanning, quien tuvo que huir de los Estados Unidos donde un paciente suyo falleció por mala praxis. Ambos entablan una amistad que se ve rota al huir nuevamente Blanning de Guatemala por administrarle penicilina a una paciente alérgica al antibiótico. Blanning lega todas sus posesiones a Ramírez, quien finalmente también cumple con su sueño de viajar a los Estados Unidos.

## Reparto
El reparto está compuesto por:
- Dereck Garner – Ray Blanning
- Oscar Clavería – Teodoro Ramírez
- Andrea Castillo – Enfermera
- Levi Calderón – Enfermero
- Juan Pablo Terreaux – El Jimmy
- Ricardo Díaz Pappa – El Chino
- Pablo Castillo – Marido
- Lindsey Schwenn - Esposa
- Luis Fernando Midence – Anthony
- Annelice González – Turista
- José Oliva – Turista
- Guillermo Galindo – Policía
- Joaquín Hernández – Hombre con celular

## Producción
El cortometraje, estrenado en 2012, tiene 20 minutos de duración. Fue dirigido, producido, escrito y editado por Luis Fernando Midence.